# Krzywanice (województwo mazowieckie)
Krzywanice – wieś sołecka w Polsce położona w województwie mazowieckim, w powiecie płockim, w gminie Staroźreby.
| SIMC    | Nazwa       | Rodzaj    |
| ------- | ----------- | --------- |
| 0576616 | Błażejewice | część wsi |

W latach 1975–1998 miejscowość administracyjnie należała do województwa płockiego.